# Mölders (D 186)
Pour les articles homonymes, voir Mölders.
Le destroyer allemand D 186 Mölders était l'un des trois destroyers lance-missiles de la classe Lütjens de la Deutsche Marine, version modifiée des destroyers américains de la classe Charles F. Adams, construit pour la Bundesmarine de l'Allemagne de l'Ouest au cours des années 1960. Son nom lui a été donné en l'honneur du colonel (Oberst) Werner Mölders qui a servi dans la Luftwaffe entre 1935 et 1941.

## Historique

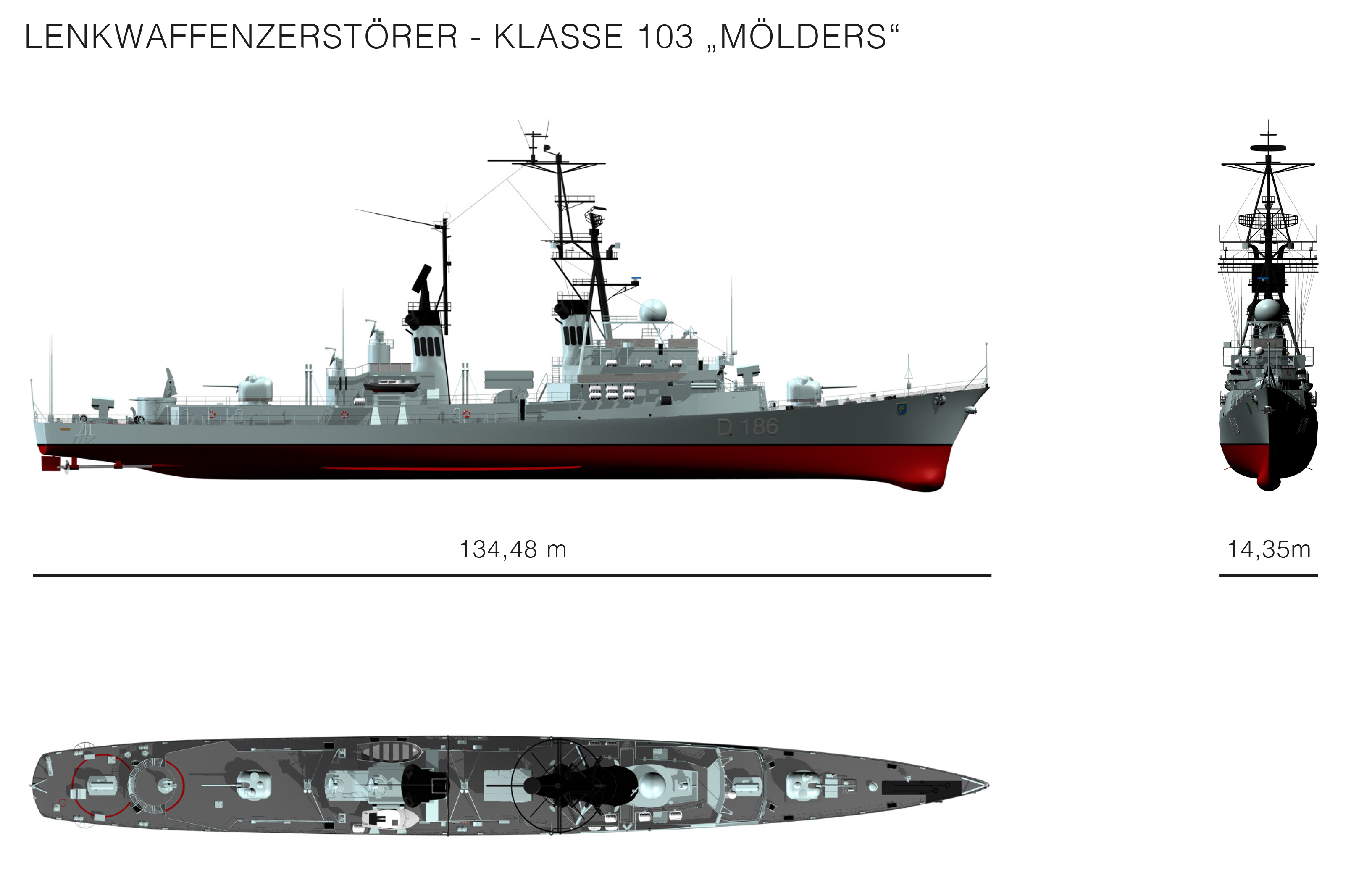
Schema du Mölders

### Préservation
Après 34 ans de service, le destroyer Mölders a été mis hors service le 28 mai 2003 dans l'arsenal naval de Wilhelmshaven, après que le navire eut déjà été mis hors service le 21 novembre 2002. Après qu'il a été initialement inclus dans la collection d'étude technique de la défense fédérale à Coblence, il a ensuite été donné en prêt permanent au Deutsches Marinemuseum à Wilhelmshaven. Il est ouvert au public en tant qu'exposition de navire musée flottant depuis le 24 juin 2005.

## Galerie

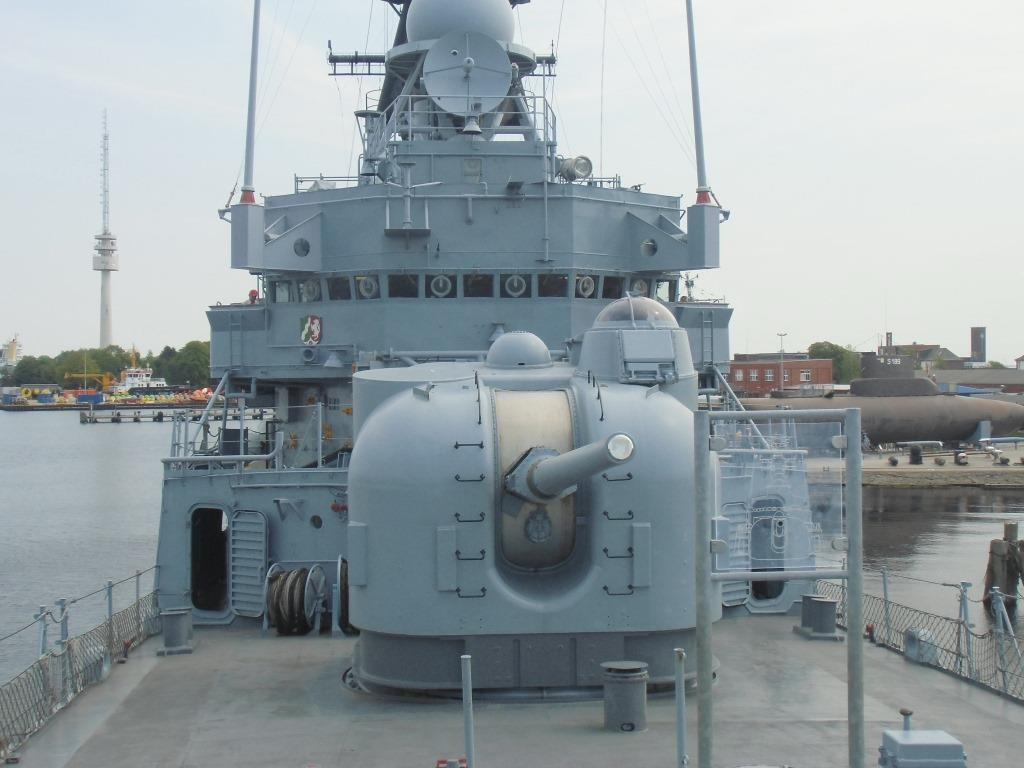
Canon de 127 mm
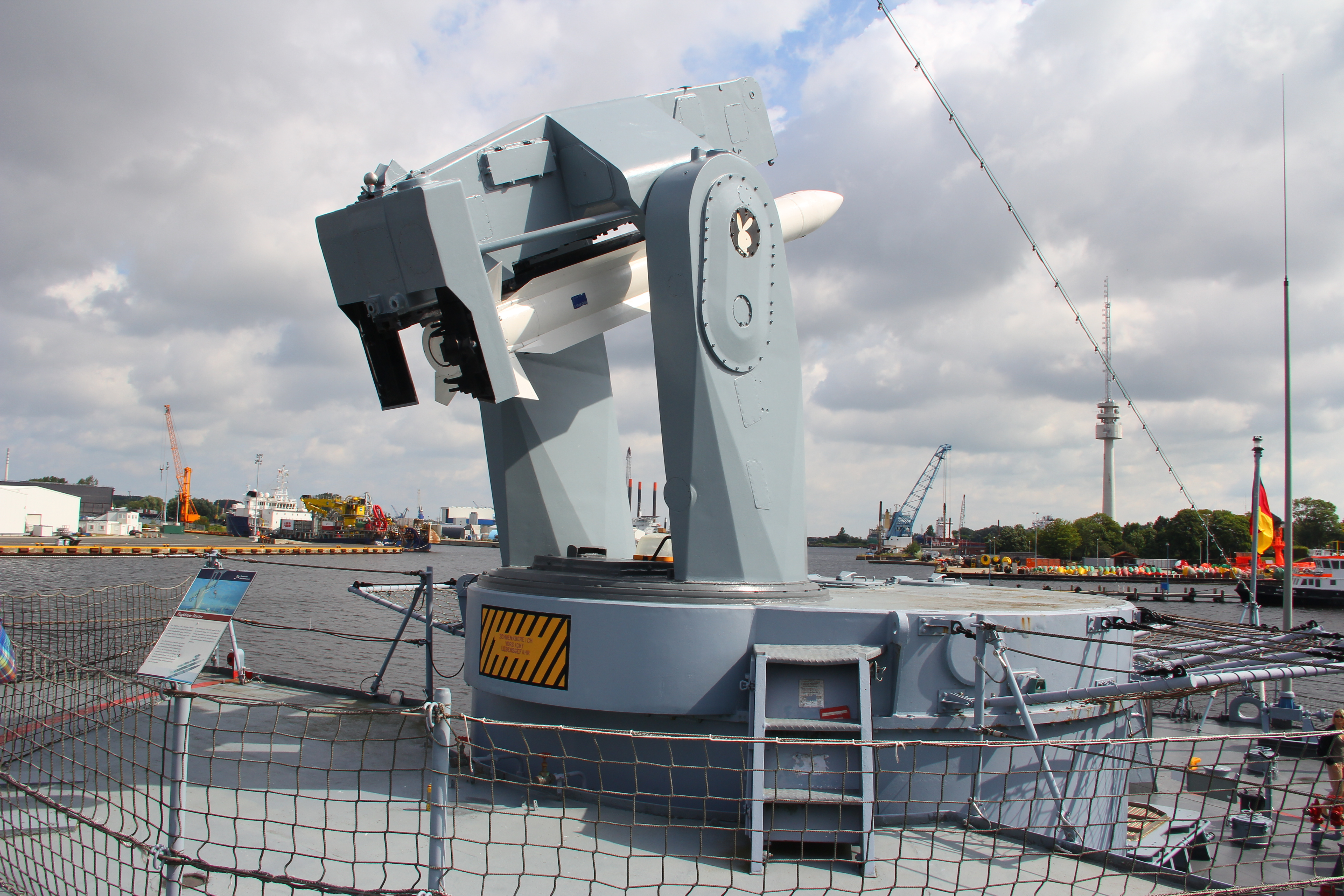
Lanceur de missile
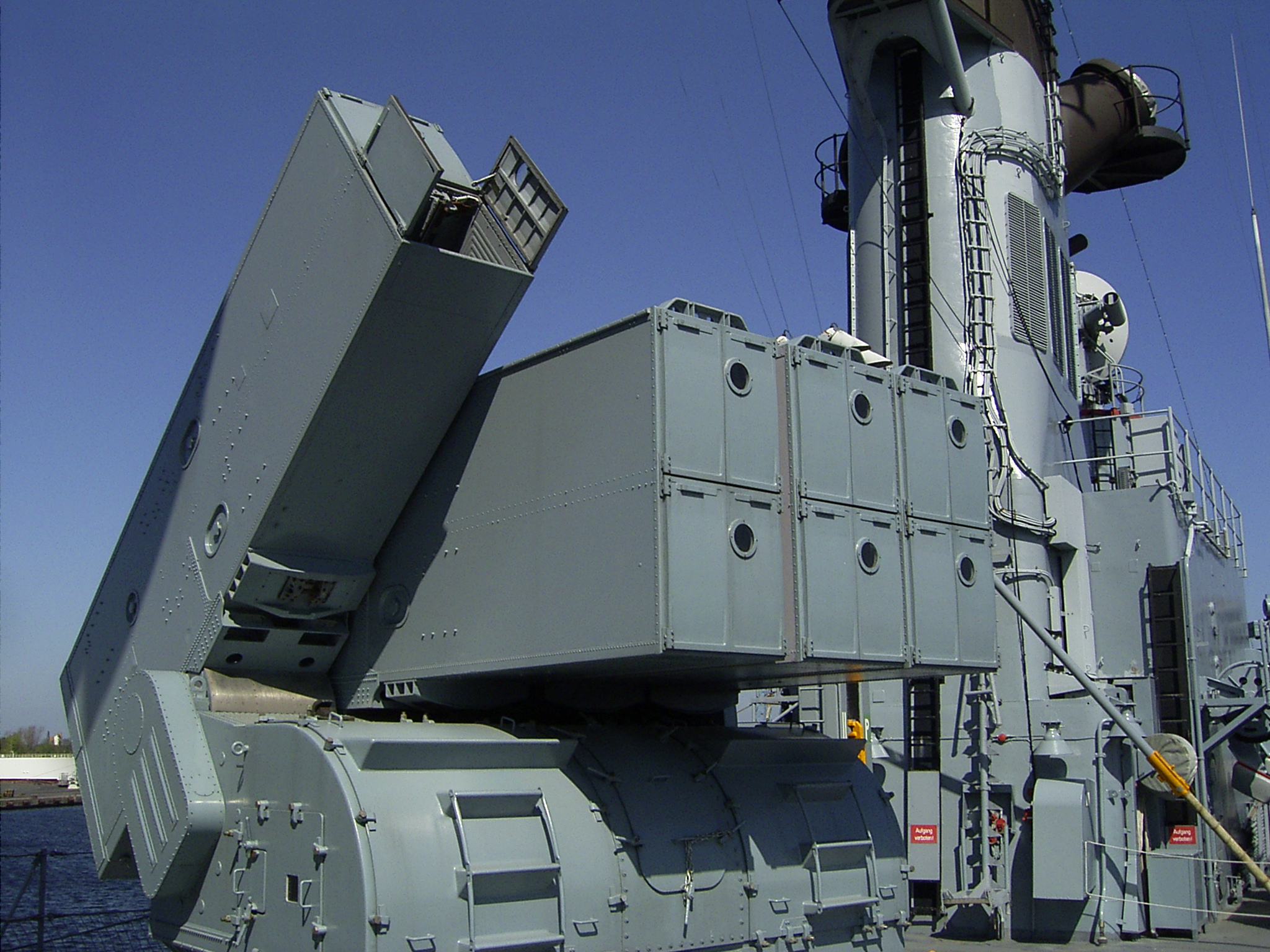
Lanceur ASROC